# Krasnoarmeïsk (oblast de Saratov)
Pour les articles homonymes, voir Krasnoarmeïsk.
Krasnoarmeïsk (en russe : Красноармейск) est une ville de l'oblast de Saratov, en Russie, et le centre administratif du raïon de Krasnoarmeïsk. Sa population s'élevait à 23 858 habitants en 2013.

## Géographie
Krasnoarmeïsk est située à 13 km à l'ouest de la Volga, à 61 km au sud-ouest de Saratov et à 752 km au sud-est de Moscou.

## Histoire
Une colonie du nom de Baltser (Бальцер) fut créée par des Allemands (Balzer en allemand) en 1764-1766. En 1914, elle fut renommée Goly Karamych (Голый Карамыш), d'après le nom de la rivière qui l'arrose. Elle fut dotée du statut de ville en 1918 et renommée Baltser en 1927. En 1942, dans le cadre de l'élimination des noms géographiques allemands, la ville reçut le nom de Krasnoarmeïsk (qui est issu de l'appellation « Armée rouge » en russe) et les descendants d'Allemands de la Volga qui y demeuraient furent déportés.

## Population
Recensements (*) ou estimations de la population
| 1926*  | 1931   | 1939*  | 1959*  | 1970*  | 1979*  |
| ------ | ------ | ------ | ------ | ------ | ------ |
| 12 246 | 13 400 | 15 769 | 13 552 | 17 520 | 17 621 |

| 1989*  | 2002*  | 2010*  | 2012   | 2013   | 2014 |
| ------ | ------ | ------ | ------ | ------ | ---- |
| 24 055 | 25 411 | 24 364 | 24 034 | 23 858 | -    |